# Halszka Osmólska
Halszka Osmólska (15. září 1930 Poznaň – 31. března 2008) byla polská paleontoložka, specializující se na výzkum mongolských dinosaurů. Byla aktivní členkou slavných polských expedic do pouště Gobi v letech 1965-1970, od té doby se zaměřovala především na výzkum zdejších svrchnokřídových ekosystémů.

## Výzkum
Mezi dinosaury, které sama popsala nebo se na jejich popisu podílela, patří tyto rody: Elmisaurus (a čeleď Elmisauridae (1981), Hulsanpes (1982), Borogovia (1987), a Bagaraatan (1996); s Maryańskou, Homalocephale, Prenocephale, a Tylocephale (a Pachycephalosauria) (1974), Bagaceratops (1975), a Barsboldia (1981); s Maryańskou a A. Perlem, Goyocephale (1982); s Ewou Roniewiczovou, Deinocheirus (1970) - stanovila také čeleď Deinocheiridae; s Roniewiczovou a Rinchenem Barsboldem, Gallimimus (1972); s Kurzanovem, Tochisaurus (1991); a dalšími autory, Nomingia (2000). Z její další práce lze zmínit četné diskuze s tematikou paleobiologie hadrosauridů, a spoluautorství uznávaného díla The Dinosauria. Kromě toho je její vlastní jméno spojeno také s několika rody dinosaurů a jiných pravěkých obratlovců (oviraptorid Citipati osmolskae, dromaeosaurid Velociraptor osmolskae, a archosauriformní plaz Osmolskina czatkowicensis.
V roce 2017 byl na její počest popsán nový druh dromeosauridního teropoda pod názvem Halszkaraptor escuillei.